# Mort de Vanesa Campos
Pour les articles homonymes, voir Campos.
La mort de Vanesa Campos est la mort d'une travailleuse du sexe trans, étrangère en situation irrégulière, abattue à l'âge de 36 ans, au bois de Boulogne à Paris dans la nuit du 16 au 17 août 2018, après s'être opposée à un groupe d'hommes armés d'un révolver volé à un policier.
Le crime intervient dans un contexte de montée de l'insécurité au bois de Boulogne, conséquence de la récente loi « visant à renforcer la lutte contre le système prostitutionnel », qui pénalise les clients et force les prostituées à se retrancher dans les profondeurs du bois, où elles sont à l'abri de la police mais à la merci de gangs mafieux.
Les suspects sont arrêtés entre août 2018 et janvier 2019 en France et en Allemagne. Neuf hommes sont jugés aux assises à partir du 11 janvier 2022. Deux d’entre eux sont condamnés en première instance à vingt-deux ans de réclusion criminelle pour meurtre en bande organisée, les autres écopent de trois à six ans d’emprisonnement. Les peines sont nettement réduites en appel en mars 2023, les deux principaux accusés écopant alors de 14 ans et 17 ans de réclusion criminelle. Un dixième accusé comparait devant le tribunal pour enfants.

## Biographie de la victime
Vanesa Campos naît le 12 mars 1982 à Cayaltí (es), un village du district éponyme (es), au Nord du Pérou. Elle y grandit puis quitte la maison de ses parents qui ne comprenaient pas sa transidentité, et devient l'amie de Karen, qui lui apprend à se défendre. Elles rejoignent toutes les deux la capitale. En 2012, après que l'Argentine adopte une loi permettant un changement d'état civil sur simple déclaration, Karen et Vanesa Campos partent pour Buenos Aires. Mais en Argentine, la police est particulièrement cruelle envers les personnes trans. Vanesa déménage la première en Europe.
Elle s'installe à Paris en 2016, sans titre de séjour, avec l'objectif de gagner assez d'argent pour acheter une maison à sa mère veuve et isolée. Elle vit alors avec deux collègues dans un deux-pièces de la porte de Clignancourt, dans le 18e arrondissement de Paris. À partir de septembre 2016, elle se prostitue chaque nuit à proximité de la route du Pré Catelan dans le bois de Boulogne, dans une zone occupée par la petite communauté des trans d’Amérique latine, qui ne sont pas sous la coupe de proxénètes. Son salaire est dérisoire, mais elle arrive à envoyer un peu d'argent chaque mois à sa mère, son frère et ses deux sœurs.
Selon une colocataire, « elle ne rougissait jamais quand on lui demandait ce qu’elle faisait dans la vie ». Notifiée d'une obligation de quitter le territoire français, elle aurait pourtant pu être régularisée pour raisons de santé. Elle est sportive et engagée dans des associations, notamment Acceptess-T. Selon la directrice de cette association Giovanna Rincon, Vanesa Campos tient à aider les plus faibles, n'hésitant pas à monter « au front pour défendre ses amies et collègues de travail » dans des situations tendues au bois de Boulogne. Une amie la décrit comme « une sacrée grande gueule qui n’avait peur de rien ». L'enquête montre qu'elle avait hébergé plusieurs mois l'un des hommes qui sera jugé pour son meurtre, alors qu'il se retrouvait à la rue.

## Faits

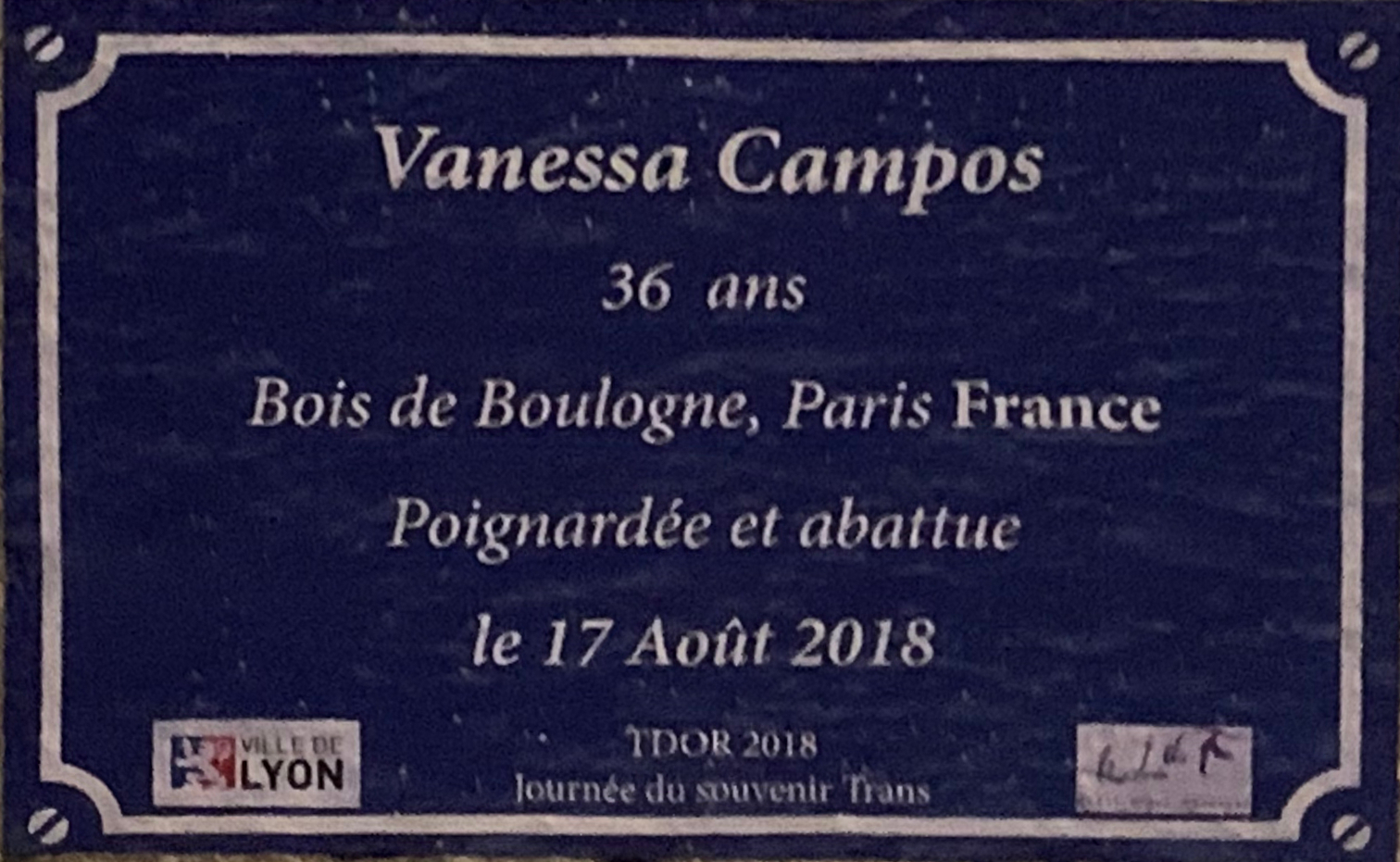
Plaque commémorative de la place du Griffon (Lyon).

Le meurtre de Vanesa Campos s'inscrit dans un contexte de montée de la criminalité au bois de Boulogne,. Un groupe organisé constitué d'hommes rackette les prostituées et leurs clients; pendant l'été 2018, leurs descentes sont quotidiennes,. Vanesa Campos alerte la police à l'occasion d'une ronde, mais celle-ci, faute de preuve, ne réagit pas, : « c’était toujours la même histoire. Ils nous demandaient leur identité mais nous ne la connaissons pas. Nous avions beau être les plus précises possible dans la description, la police n’écoutait pas. Après tout, nous ne sommes que des putes. Qui se soucie vraiment de nous ? ». Des témoignages montrent en effet que les policiers raillent et humilient les prostituées trans et en situation irrégulière, plutôt que de les secourir,. Les prostituées en situation irrégulière n'osent pas se plaindre au commissariat, de peur d'être expulsées.
Vanesa Campos met en place un signal de ralliement à utiliser en cas de danger et distribue des bombes lacrymogènes. Elle embauche un garde du corps nommé Takaré B.,, lui aussi en situation irrégulière, qui, le 14 août 2018, arrive à faire fuir l'un des assaillants. Le 9 août, ce dernier fracture une voiture d'un policier sorti pour aller à la rencontre d’une prostituée et y vole un révolver 9 mm,. Le 16 août, vers 23 heures, les hommes reviennent en nombre et attaquent le garde du corps. Vanesa Campos se retrouve seule face à eux et appelle à l'aide en criant « ¡Chicas todas! »,. L'un des hommes lui tire dans la poitrine, puis tire plusieurs coups en l'air. Ils s'acharnent sur elle armés de couteaux à lame rétractable (dits « cutters »), de couteaux, de bâtons et d'une arme de poing, avant de prendre la fuite en voiture. À 23h30, les collègues de Vanesa Campos la retrouvent allongée dans une mare de sang,. Les pompiers, arrivés sur place 30 minutes plus tard, ne parviennent pas à la réanimer,.
Son corps a été rapatrié à Cayaltí. Bien que son état civil n’ait pas été modifié, à la demande de sa mère, c’est bien le prénom Vanesa qui est mentionné sur sa tombe. Un petit mémorial lui rend hommage au bois de Boulogne,.

## Réactions

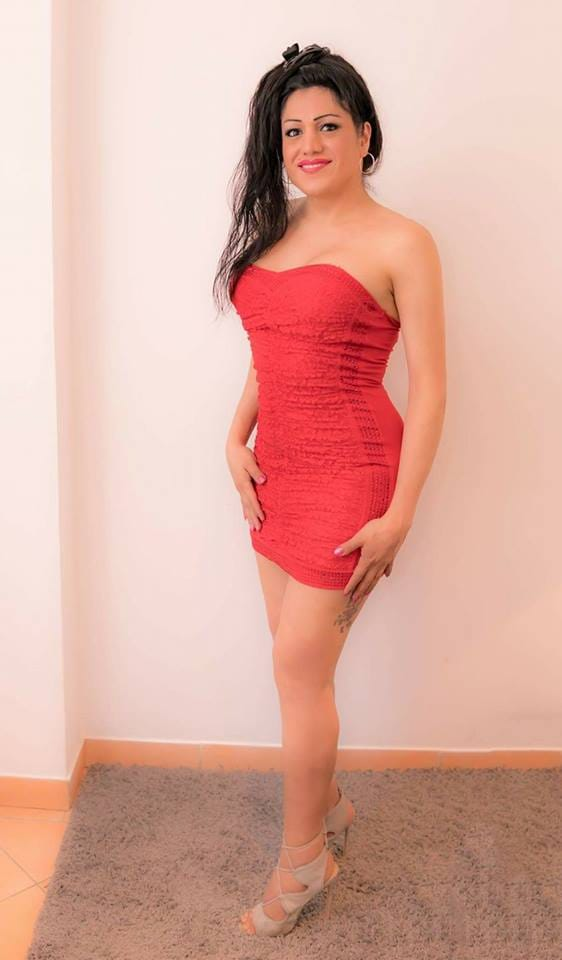
Vanesa Campos à Paris.

Le lendemain du meurtre, l'indifférence est quasi générale,,. La presse mégenre la victime en évoquant de sources policières le meurtre d'« un prostitué travesti »,, une façon de « tuer une deuxième fois Vanesa », selon Komitid. En comparant les réactions aux meurtres de Vanessa Campos et d’autres femmes trans (notamment Mylène en 2005 à Marseille et Mylène en 2013 à Limoges), Karine Espinera note en 2020 que le mégenrage, la révélation du morinom et l’étalage de détails sordides sont les ingrédients classiques d’une analyse en termes de faits divers et du « mauvais traitement médiatique » des personnes trans assassinées. Une source policière déclare même au Parisien que Vanessa Campos a « eu le tort » de s'interposer pour défendre son client.
Dans un communiqué, le STRASS et Acceptess-T déclarent,:

« Nous avons en nous cette étrange impression que nos morts ne suscitent aucune émotion. Pour nous, il n’y a jamais de deuil national. Il n’y a jamais de commémoration officielle. […] Les assassinats de femmes trans travailleuses du sexe n’ont rien de rare. […] Nos morts sont normalisées. Une pute qui meurt c’est un peu comme un personnage de jeu vidéo qu’on tue, ce n’est pas grave. C’est un peu comme une blague sexiste, on en rit, puis on passe à autre chose. »

Le porte parole du STRASS Thierry Schaffauser ajoute que « si un gay du Marais avait été agressé, il y aurait eu une réaction ».
Une cérémonie intime est organisée une semaine après le meurtre, le jeudi 23 août, sur les lieux du drame et un hommage associatif le jour suivant,, qui attire enfin l'attention de la presse : le 24 août, quelques centaines de personnes proches de la victime (300 selon Le Monde) participent à une marche blanche allant de la porte Dauphine à Paris au lieu du meurtre, en sa mémoire. Elles demandent justice pour toutes les victimes d’agressions, et dénoncent le « silence assourdissant » des médias. Aux cris de « Trans assassinées, État complice ! » et « Arrêtez nos agresseurs, pas nos clients ! », les associations présentes demandent l’abrogation des lois de répression et de criminalisation de la prostitution de 2003 et de 2016, responsables de l'augmentation de la violence dans les lieux de prostitution,,,,,,. D'autres rassemblements ont lieu en France le même jour, à Lille et à Lyon.
L'absence de réaction au sein du gouvernement est également dénoncée. Marlène Schiappa, la secrétaire d’État chargée de l’Égalité entre les femmes et les hommes, et porteuse de la loi contre les violences sexuelles et sexistes, est interpelée le 22 août 2018 par le député Raphaël Gérard (LREM). Elle ne réagit qu'une semaine plus tard pour adresser « ses sincères condoléances aux proches de la victime »,, déclarant que « toutes les femmes doivent être protégées des violences sexistes et sexuelles, toutes ces violences doivent être condamnées ».
L'hebdomadaire français Paris Match publie début septembre la photo du cadavre dénudé de Vanesa Campos ; en réaction, Acceptess-T finance un billet d'avion pour faire venir sa sœur à Paris, met son avocat Antoine Landon à sa disposition et se porte partie civile à ses côtés. Ils obtiennent que le magazine soit condamné à payer 12 000 € de dommages et intérêts à la sœur de la victime,.
Le 21 septembre 2018, la mobilisation se poursuit avec une nouvelle marche organisée à Paris,, la presse étrangère commence à relayer l'affaire, annonçant l'arrestation de suspects,,,,,,.
Une cinquantaine de personnes participent à un rassemblent un an après le meurtre, en 2019. Une amie de Vanesa Campos déclare « Nous allons continuer la lutte, pas seulement pour Vanesa mais pour toutes celles qui travaillent ici, les personnes trans et les personnes LGBTI » et la co-présidente d'Acceptess-T promet : « Nous ne baisserons pas les bras. Nous ne nous reposerons pas jusqu'à ce que les meurtriers soient condamnés » ,,,.
Cet assassinat a été décrit comme un « féminicide politique », parce que visant « un groupe féministe qui se défendait face à de l'exploitation politique »,.

## Suites judiciaires

### Enquête
Grâce aux témoignages des collègues et amies de Vanesa Campos, et à l'exploitation de vidéos de surveillance de la RATP, la police identifie les assaillants,. Lundi 20 août 2018, cinq personnes âgées de 16 à 30 ans sont mises en examen et placées en détention provisoire pour « meurtre commis en bande organisée » et « vols en réunion avec dégradations »,,,,. Un témoin anonyme dénonce le chef de bande aux enquêteurs, qui le placent sur écoute ; cet homme de 25 ans est arrêté à son domicile et rejoint en prison cinq autres suspects. Neuf des dix suspects sont interpelés en un mois. Ce sont des hommes entre 16 et 30 ans. Au moins deux d'entre eux, sont mineurs isolés et auraient dû être pris en charge par l'aide sociale à l'enfance au moment des faits, plutôt que livrés à eux-mêmes. Mahmoud Kadri, désigné par les suspects comme étant le tireur, est identifié fin 2018 en Allemagne grâce à trois mois de traque et un mandat d'amener européen. Il y est interpellé en janvier 2019 avant d'être extradé vers la France,,,,. En mai 2019, l'arme du crime est retrouvée dans le bois,.
Dans son réquisitoire définitif du 9 novembre 2020, le parquet de Paris explique que les accusés ont organisé « une expédition punitive »,. Selon la décision du juge d’instruction chargé du dossier, Mahmoud Kadri né en 1997 en Égypte, Ali A., 24 ans, et Karim Ibrahim, 28 ans, maintenus en détention provisoire, sont accusés d’avoir utilisé respectivement une arme à feu, un couteau et une matraque contre Vanesa Campos.

### Procès en première instance
Trois des neuf hommes sont jugés devant la cour d'assises de Paris à partir du mardi 11 janvier 2022,,, pour « meurtre en bande organisée ». Ils encourent la perpétuité. Cinq autres sont jugés lors du même procès pour « association de malfaiteurs en vue de la commission d'un crime ». Un dernier accusé est jugé uniquement pour le vol du pistolet du policier,,.
La mère et la sœur de Vanesa Campos assistent au procès, qui est dès son premier jour émaillé de nombreux incidents, notamment des insultes proférées par les prévenus en direction des parties civiles et d'autres prévenus,,. Les parcours de vie des prévenus, mineurs isolés étrangers devenus majeurs sans papiers en France, sont marqués par la migration (via la Libye et l’Italie), l'extrême pauvreté, la violence et la délinquance.
Les versions de ce qui s'est passé le soir du meurtre sont plus nombreuses que les accusés, certains d'entre eux ayant fait évoluer leur version au cours de l'instruction et même au cours de l’audience,,,. Mahmoud Kadri est désigné par l’ensemble de ses coaccusés comme celui ayant tiré, mais il se défend en affirmant être le bouc émissaire du groupe et accuse Karim Ibrahim, considéré par des témoins comme le meneur de la bande et dont l'ADN a été retrouvé sur une matraque sur la scène de crime. Celui-ci affirme qu'il s'agissait d'une démonstration de force pour effrayer le garde du corps et pas d'une expédition punitive, mais des témoins l'auraient entendu dire la veille du crime: « demain, elles vont voir ». Mahmoud Kadri et Karim Ibrahim se sont tous deux dits « désolés » de la mort de Vanesa Campos.
L'avocat général requiert vingt ans de prison contre Mahmoud Kadri pour « meurtre en bande organisée », quinze ans contre Karim Ibrahim pour « complicité de meurtre » et « vol aggravé », et cinq ans d’emprisonnement contre le reste des accusés,. Le 30 janvier 2022, Mahmoud Kadri et Karim Ibrahim sont condamnés à vingt-deux années de réclusion criminelle,, Aymen Dib et Karim Aboubeisha, à six ans d’emprisonnement, et les autres accusés écopent de peines allant de trois à cinq ans d’emprisonnement. Ils font appel,.
Le jeune homme qui a participé à l'expédition, âgé de 15 ans au moment des faits, devait comparaître devant le tribunal pour enfants. Rami M., l’un des trois accusés comparaissant libres sous contrôle judiciaire, ne s’est pas présenté à l’audience et fait l'objet d'un mandat d’arrêt, il devait être jugé ultérieurement.

### Appel
Mahmoud Kadri, 25 ans, et Karim Ibrahim, 30 ans, qui s'étaient renvoyés la responsabilité du tir mortel pendant le premier procès en janvier 2022, et trois autres hommes condamnés en première instance pour association de malfaiteurs et pour le vol de l’arme du crime sont jugés en appel en mars 2023,. Mahmoud Kadri, que ses co-accusés désignent comme auteur du tir, dément à nouveau fermement et accuse Karim Ibrahim. Les peines sont nettement réduites : 14 ans et 17 ans ferme de réclusion pour les deux principaux accusés ; l'un des trois autres accusés d'association de malfaiteurs et du vol de l'arme du crime est acquitté, les deux derniers écopent de trois ans d'emprisonnement dont un avec sursis et de cinq ans dont deux avec sursis.

## Répercussions dans le débat sur la pénalisation de la prostitution
Le meurtre de Vanesa Campos relance le débat sur la pénalisation de la prostitution,,,,. En 2016, à l'initiative de la ministre des droits des femmes Najat Vallaud-Belkacem, très opposée à la prostitution qu'elle estime être nécessairement forcée, le parlement a aboli le délit de racolage et a introduit pour la première fois dans l'histoire de la lutte contre la prostitution en France la pénalisation des clients,: selon la loi « visant à renforcer la lutte contre le système prostitutionnel », « l’achat d’un acte sexuel » est puni de 1 500 € d'amende, 3 750 € en cas de récidive,.
Les associations dénoncent la responsabilité des acteurs politiques dans la mort de Vanesa Campos,,,,,. Selon les travailleurs du sexe, les conséquences de la loi sont nombreuses et néfastes : les prostituées sont contraintes d'accepter des clients et des pratiques à risque qu'elles refusaient auparavant ; elles doivent se cacher pour préserver l'anonymat des clients, ce qui les rend plus vulnérables ; les clients sont plus menaçants et demandent des rapports non protégés et des tarifs plus bas,,,,, voire violent les prostituées,. Selon un rapport d’évaluation de la loi de 2016, datant de juillet 2020, Vanesa Campos aurait « été forcée de se déplacer dans un endroit du bois de Boulogne dangereux, où personne ne travaillait jusqu’à cette date ». Selon une enquête menée par deux associations auprès de 589 travailleuses du sexe, 88 % d'entre elles sont opposées à la loi, et 78 % ont constaté une baisse de leurs revenus et une précarisation,. Une prostituée quinquagénaire déclare au Monde en 2018 que « depuis deux ans, un nouveau phénomène d’agressions en série fait surface, qui n’existait pas auparavant », pendant que Giovanna Rincon tonne: « la loi est à 100 % responsable de la mort de Vanesa. »
L'association Acceptess-T est partie civile pendant le procès en janvier 2021. Sa directrice Giovanna Rincon veut qu'il permette de rendre visible la situation des travailleuses du sexe : « elles ont besoin de gagner leur vie et ont intériorisé le fait qu’elles étaient contraintes à prendre des risques pour survivre. (...) Ce qui est arrivé à Vanesa est le résultat de la répression accrue depuis 2016 »,. Elle explique pendant le procès que Vanesa Campos est l'une de ces nombreuses « victimes collatérales » d'une « transphobie systémique » et de lois « répressives », qui l'ont poussée à travailler dans un endroit encore plus dangereux : « les filles se cachent pour leur sécurité et celle du client. Vanesa était dans un lieu sans éclairage, celui le plus en retrait du bois ». L'association, qui recueille entre trois et dix témoignages par semaine de personnes trans victimes de violences, appelle à nouveau à changer la loi : « il est urgent d’accompagner notre communauté et de lui donner la possibilité de travailler en sécurité ». L'avocate du Mouvement du Nid, lui aussi partie civile, estime au contraire que « la violence est inhérente à la prostitution. (...) Le procès du meurtre de Vanesa Campos ne doit pas être celui de la loi de 2016, qu’il faut au contraire renforcer »,. Pendant l'audience, Giovanna Rincon lui répond: « la profession du travail du sexe est une résistance. Pendant que nous cherchons à manger, vous faites des rapports ». D'anciennes collègues de Vanesa Campos interviennent pour décrire le « climat de terreur » que les voleurs avaient instauré au bois de Boulogne les années précédant le meurtre, la relative accalmie pendant les six mois qui l'ont suivi, avec une présence policière accrue, puis la reprise des vols : « tout a recommencé comme avant depuis ».
Quelques jours avant le verdict, Amnesty International publie un rapport décrivant la politique abolitionniste Irlandaise, et dénonçant la plus grande précarisation et une surexposition aux violences qui résulte de la stratégie de pénalisation des clients. Les conclusions confirment celles d'une étude précédente d'Amnesty International sur la situation en Norvège et celle de Médecins du Monde pour le cas français.
D'autres prostituées sont attaquées à Paris dans les mois qui suivent la mort de Vanessa Campos, notamment Jessyca Sarmiento au  bois de Boulogne en 2020, et une autre femme au bois de Vincennes en 2022.

## Documentaires
- Marie Zafimehy et Jeanne Rouxel, « Meurtre de Vanesa Campos : pourquoi la loi sur la pénalisation des clients de prostituées était-elle au cœur du procès ? » [audio], sur www.rtl.fr, 28 août 2022

## Littérature
- Claire Léost, De nulle part les oiseaux surgissent, Lattès, 8 mars 2023 (ISBN 978-2-7096-7184-2), roman inspiré de l'assassinat de Vanesa Campos[103].